# Espetada

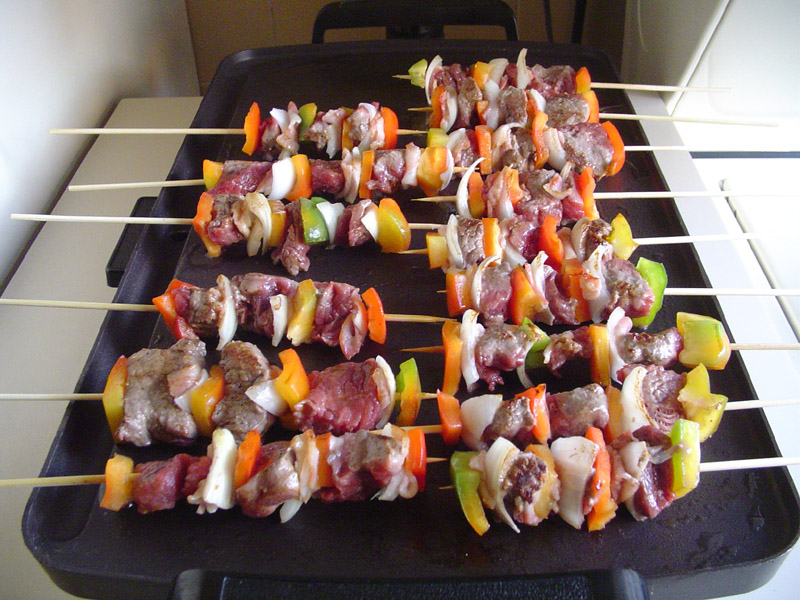
Espetadas de carne em espetos de madeira.

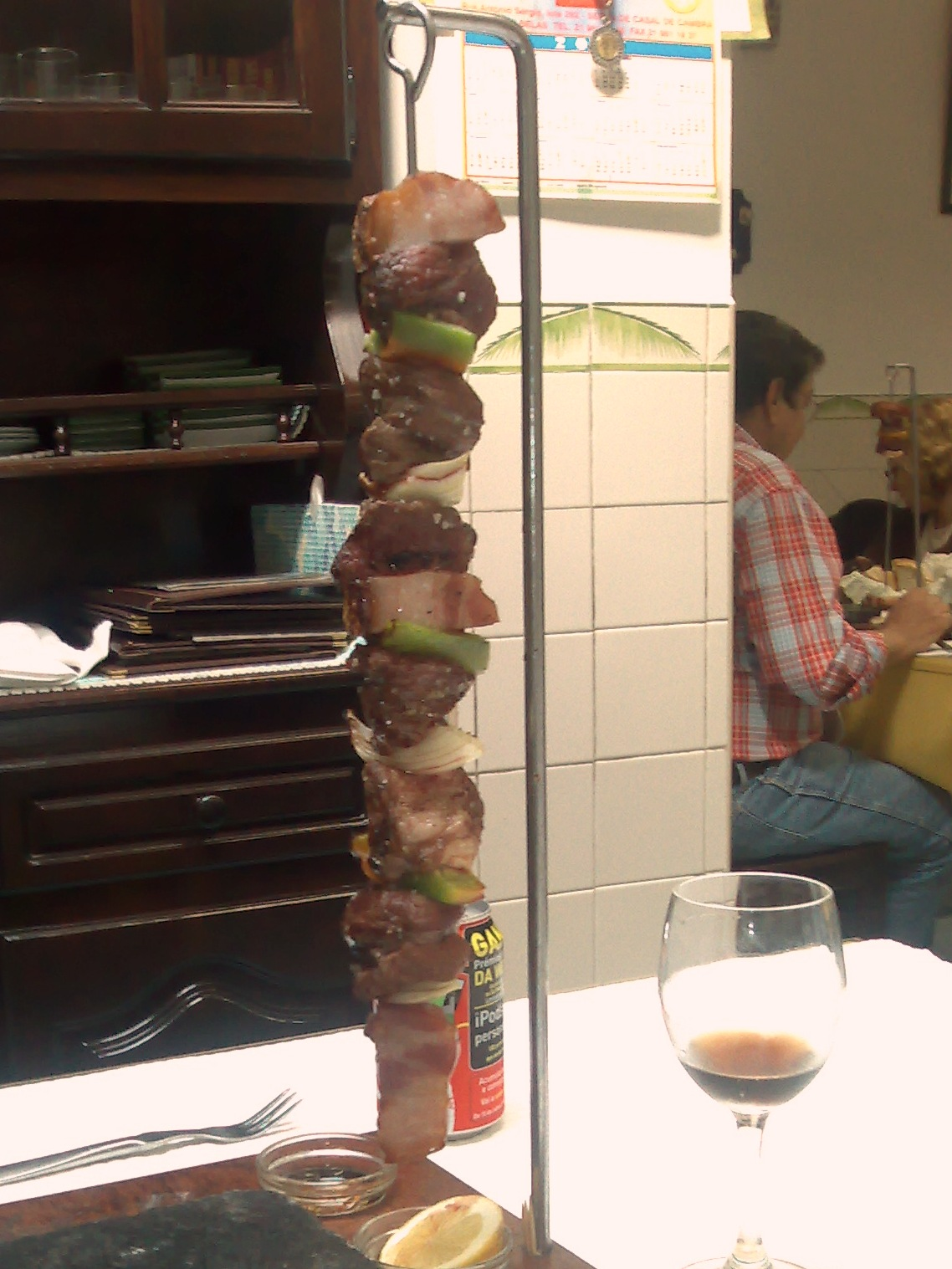
Espetada de vaca em espeto metálico pendurado, em Linda-a-Velha, em Portugal.

Espetada ou espetinho é o termo usado em português para uma técnica culinária em que se espetam pedaços de alimentos ou de uma pasta formada com alimentos, geralmente carne, em palitos ou pequenos espetos metálicos, para se cozinharem na brasa ou, mais raramente, fritos, servidos como doses individuais. A espetada é, por vezes, considerada um “prato típico português”.

## Em Portugal
Em Portugal, as espetadas podem ser preparadas com diversos tipos de carne, assim como com peixe ou lulas.
As espetadas de carne mais comuns são as de vaca, porco ou mistas, com ambas as carnes. Mais recentemente, têm também vindo a ser preparadas com peru, sendo esta variante comum em supermercados, e com frango. Na maior parte dos casos, entre as carnes são colocados pedaços de pimento, cebola e chouriço. Estes tipos de espetadas são normalmente acompanhados por batata frita, arroz branco e salada.
No que diz respeito às espetadas de peixe, são por vezes usados pedaços de peixes diferentes numa mesma espetada. O tamboril é um dos peixes mais utilizados. São também muito comuns as espetadas de lulas. Os pedaços de peixe ou de lula podem ser intercalados com camarões, para além dos ingredientes já referidos para as espetadas de carne. Estes tipos de espetadas são normalmente acompanhados por batata cozida e salada.
Na maior parte dos casos, são usados espetos metálicos compridos, podendo ser também usados espetos de pau de louro, como acontece na ilha da Madeira.

### Arquipélago da Madeira
Na Madeira, a espetada de carne de vaca em pau de louro é um prato típico, com origens no Estreito de Câmara de Lobos. A carne, depois de cortada em cubos e antes de ser grelhada, é temperada com sal, pimenta, alho e louro. Apesar da tradição de usar um pau de louro como espeto, em muitos restaurantes, são utilizados espetos de ferro ou alumínio.

## No mundo
Esta forma de cozinhar é comum em muitas culturas e encontra nomes muitas vezes locais. Uma das denominações mais disseminadas é o kebab da culinária mediterrânica, enquanto que em  francês se usa a palavra brochette, que significa, não só o prato, mas o próprio espeto, um termo já adotado no Brasil.
No estado de Nova Iorque, são populares os spiedie, um nome de origem italiana. Em espanhol, além da simples espetada de pequenos peixes, usam-se vários nomes, de acordo com os países ou regiões, como anticuchos, nos estados andinos, brochetas (do francês), ou pinchitos, típicos da Andaluzia.
Na Roménia, são populares os frigărui, em tudo similares aos anteriores e, na Finlândia, os kebakko, uma “fusão” de kebab com “kepakko”, que significa espetinho.
Em italiano, existem ainda os arrosticini, também chamados rustelle ou arrustelle, mas também os spiedi bresciani, típicos da província de Brescia.
Na Grécia são populares os souvlaki e na China existe o char siu, embora existam também os chuanr, supostamente da cultura islâmica chinesa. Na culinária do Japão existe uma versão doce, os dangos, para além dos mais próximos da culinária ocidental yakitori.
Da Indonésia são  conhecidos os satay ou “sate” que, na África do Sul se chamam sosaties e do Cáucaso os chachlik, semelhantes aos shishlik de Israel. No norte da Nigéria e Níger encontra-se o equivalente, suya.
A forma mais simples da espetada é simples pedaços de carne ou peixe no espeto, o que se pode considerar comida de caçador ou de acampamento, ou mesmo pequenos peixes inteiros, como é típico de Málaga, em Espanha. Mas, mesmo essa forma simples, pode ser requintada com alguns temperos ou marinando os alimentos durante algumas horas. Outra forma simples, embora moderna, são as espetadas de frutas, normalmente não cozinhadas, mas que podem ser servidas com um molho mais ou menos elaborado.
Em muitas culturas, misturam-se vários tipos de alimentos na mesma espetada, incluindo peixe ou mariscos, diferentes carnes e vegetais. E também é comum fazerem-se espetadas de vegetais para acompanhar outro prato.
Embora muitos kebabs sejam verdadeiras espetadas, o doner kebab e a versão grega gyros, que são feitos num grande espeto vertical, não podem ser considerados espetadas, uma vez que não são grelhados em doses individuais.